# Фрунзе (Молдова)
Фрунзе (рум. Frunză) — місто в Окницькому районі Молдови. Залізнична станція Гирбово на лінії Окниця—Жмеринка.
Більша частина населення - українці.